# 西子姑娘
《西子姑娘》是一首1946年中華民國空軍所徵集的歌曲之一。作詞：傅清石(中華民國空軍少將)，作曲：劉雪庵。

## 由來
抗战胜利后的1946年，为了发挥空军军魂，空军总司令部徵集以空軍為題材的軍中歌曲，希望廣為傳唱。
而由當時的政訓處督察專員少校軍官傅清石所寫的「西子姑娘」歌詞就此誕生了。
徵集結果，最后选定空军政治部主任简朴作词的《空军军歌》、陶伟生作词的《保卫领空》、杨泓作词的《永生的八一四》、叶逸凡作词的《壮志凌霄》、以及傅清石作词的《西子姑娘》为空军军中歌曲，均由刘雪庵作曲。

## 兩個作曲版本
徵集初期，作曲家劉雪庵使用慢華爾茲節奏譜寫，請了聲樂家周小燕和歌星姚莉演唱。但這個版本相當難唱，且不易琅琅上口。後來劉雪庵又使用探戈節奏，以江南小調的型態譜寫出第二個版本，首先請歌星陳燕婷演唱，目前較為普及的演唱版本是周璇所唱的錄音。由於第二個版本容易被聽眾接受，且容易學習，故而現今流傳的為劉雪庵所寫的第二版本探戈節奏。
這樣一首歌詞相同，卻有兩種不同曲調的版本流傳的西子姑娘，在音樂圈中十分罕見。

## 演唱歌手錄音
本曲的第二版本探戈節奏，由於曲調優美，因此為許多聲樂家與流行歌星爭相演唱。除了周璇所唱的錄音之外，目前所能聽到的早期的演唱者如常葳葳、張清真、張琪、吳靜嫻、紫薇、鳳飛飛等，近期的演唱者如齊豫、費玉清、童麗等。

## 歌詞
1. 柳線搖風曉氣清，頻頻吹送機聲，春光旖旎不勝情，我如小燕君便似飛鷹。輕渡關山千萬里，一朝際會風雲，至高無上是飛行，殷勤寄盼莫負好青春。 
2. 鐵鳥威鳴震大荒，為君親換征裳，叮嚀無限記心房，柔情千縷搖曳白雲鄉。天馬行空聲勢壯，逍遙山色湖光，鵬程萬里任飛揚，人間天上比翼羨鴛鴦。 
3. 春水粼粼春意濃，浣紗溪映花紅，相思不斷筧橋東，幾番期待凝碧望天空。一瞥飛鴻雲陣動，歸程爭趁長風，萬花叢裏接英雄，六橋三竺籠罩凱歌中。

## 錯誤引用
1977年，中央電影公司根據空軍史實所改編拍攝之戰爭電影《筧橋英烈傳》，使用了简朴作词的《空军军歌》以及傅清石作词的《西子姑娘》為電影原聲音樂，劇中人還演唱的這兩首歌曲。但是淞沪战争發生於1937年，這兩首歌曲的誕生年是1946年。